# CEN/XFS
CEN/XFS или XFS (от англ. eXtensions for Financial Services) — стандарт на клиент-серверную архитектуру для финансовых приложений на платформе Microsoft Windows, ориентированный в первую очередь на программное обеспечение периферийных устройств, используемых в финансовой сфере, таких как терминалы (POS) и банкоматы (ATM). Первоначально «Расширения WOSA для Финансовых услуг» или WOSA/XFS.
XFS обеспечивает общий API для доступа и управления различными устройствами (модулями) независимо от производителя.

## Хронология
```
1991 - Microsoft формирует "Совет Поставщиков Банковских Решений"
1995 - выпуск WOSA/XFS 1.11 
1997 - выпуск WOSA/XFS 2.0 
1998 - XFS принят 
CEN
, как международный стандарт.
2000 - XFS 3.0 выпущенный 
CEN

2008 - XFS 3.10 выпущенный 
CEN

2011 - XFS 3.20 выпущенный 
CEN

2015 - XFS 3.30 выпущенный 
CEN

2020 - XFS 3.40 выпущенный 
CEN
```

Когда стандарт был принят международной организацией по стандартизации CEN/ISSS, WOSA/XFS изменил название на просто XFS. Однако, теперь его обычно называют CEN/XFS.

## Промежуточное программное обеспечение XFS
В то время как основное преимущество XFS в переносимости кода между устройствами, у различных поставщиков оборудования нередко встречаются различные интерпретации самого стандарта XFS. Результат этих различий в интерпретации означает, что приложения обычно используют промежуточное программное обеспечение, чтобы выровнять различия между реализацией платформ XFS.
Известные платформы промежуточного программного обеспечения XFS включают:
- Nautilus Hyosung - Nextware
- Hitachi-Omron Terminal Solutions ATOM
- Diebold Agilis Power
- NCR Corporation Aptra Edge
- KAL — KAL Kalignite
- Cashware- XFS Service Providers
- Phoenix Interactive VISTAatm
- Wincor Nixdorf ProBase (ProBase C as WOSA/XFS platform — ProBase J as J/XFS platform)
- SBS Software KIXFS/Terminal Control
- Dynasty Technology Group — (JSI) Jam Service Interface
- HST Systems & Technologies — HAL Interface
- FreeXFS- Open source XFS platform

## Инструменты тестирования XFS (эмуляторы)
Инструменты тестирования XFS позволяют тестировать ПО уровня приложений XFS и ПО промежуточного уровня на моделируемых аппаратных средствах.
Некоторые инструменты включают сложные автоматические возможности регрессионного тестирования.
Основные поставщики инструментов тестирования XFS:
- Level Four Software Ltd, BRIDGE:test
- KAL KAL Kalignite Test Utilities
- Lexcel TestSystem ATM — Open Architecture
- Dynasty Technology Group — JSI Simulators
- HST Systems & Technologies (Brazil)
- Software Industries Ltd, XFS Explorer
- LUTZWOLF JDST — Testtool for J/XFS compatibility

## Связанные ссылки
- Windows Open Services Architecture (WOSA)
- en:J/XFS — Java-альтернатива стандарту CEN/XFS.[1]
- en:Xpeak — Проект стандарта на командный интерфейс устройств с использованием XML (Open Source Project).
- Банкомат
- en:Teller assist unit